# Villabre
Villabre (Tameza en asturiano) es una de las dos parroquias que conforman el concejo de Yernes y Tameza, en el Principado de Asturias (España). Alberga una población de 72 habitantes (INE 2017) en 95 viviendas. Ocupa una extensión de 16,89 km².
Se encuentra situada al sur del concejo, y limita al norte con la parroquia de Yernes; al este con el concejo de Proaza, concretamente con las parroquias de Sograndio y Bandujo; al sur, con los concejos de Grado y Teverga, concretamente con las parroquias de Santianes y Villamayor, respectivamente; y al oeste, nuevamente con el concejo de Grado, con las parroquias de Las Villas, Villamarín y Santianes.
El principal eje de comunicación de la parroquia es la carretera AS-311, que comunica Tameza con el concejo de Grado, cabecera de comarca. Otro vial de menor categoría, atraviesa hacia el sur el paisaje protegido del Puerto de Marabio, comunicando Tameza con el concejo de Teverga.
La economía está basada en la ganadería, especialmente vacuno de la raza Asturiana de los valles; y caballar, estando arraigada la cría del asturcón. La agricultura es otro pilar fundamental de la economía local

## Poblaciones
Según el nomenclátor de 2009 la parroquia está formada por las poblaciones de:
- Fojó (Fuxóu en asturiano y oficialmente) (lugar): 23 habitantes.
- Villabre (lugar): 55 habitantes.
- Villaruiz (Villuarrí) (lugar): 19 habitantes.

El lugar de Tameza es la capital de la parroquia y del concejo de Yernes y Tameza, categoría que obtuvo en 1584 y que mantiene en la actualidad. Aquí, se encuentra el edificio del ayuntamiento, el centro social y el telecentro, perteneciente a la red de Telecentros de Asturias.
La iglesia parroquial también se encuentra en el núcleo de Tameza.